# Рок-Фоллс (Іллінойс)
Рок-Фоллс (англ. Rock Falls) — місто (англ. city) в США, в окрузі Вайтсайд штату Іллінойс. Населення — 8789 осіб (2020).

## Географія
Рок-Фоллс розташований за координатами 41°46′24″ пн. ш. 89°41′27″ зх. д. / 41.77333° пн. ш. 89.69083° зх. д. (41.773439, -89.690890).  За даними Бюро перепису населення США в 2010 році місто мало площу 9,81 км², з яких 9,47 км² — суходіл та 0,35 км² — водойми. В 2017 році площа становила 10,66 км², з яких 10,31 км² — суходіл та 0,35 км² — водойми.

## Демографія
Згідно з переписом 2010 року, у місті мешкало 9266 осіб у 3809 домогосподарствах у складі 2387 родин. Густота населення становила 944 особи/км².  Було 4123 помешкання (420/км²).
Расовий склад населення:
| - 91,5 % — білих - 1,5 % — чорних або афроамериканців - 0,4 % — корінних американців - 0,3 % — азіатів - 0,1 % — вихідців з тихоокеанських островів - 3,3 % — осіб інших рас |

До двох чи більше рас належало 3,0 %. Частка іспаномовних становила 15,1 % від усіх жителів.
За віковим діапазоном населення розподілялося таким чином: 25,2 % — особи молодші 18 років, 59,1 % — особи у віці 18—64 років, 15,7 % — особи у віці 65 років та старші. Медіана віку мешканця становила 38,8 року. На 100 осіб жіночої статі у місті припадало 93,6 чоловіків;  на 100 жінок у віці від 18 років та старших — 89,4 чоловіків також старших 18 років.
Середній дохід на одне домашнє господарство  становив 44 351 долар США (медіана — 35 361), а середній дохід на одну сім'ю — 53 321 долар (медіана — 45 421). Медіана доходів становила 35 571 долар для чоловіків та 27 054 долари для жінок. За межею бідності перебувало 17,9 % осіб, у тому числі 22,1 % дітей у віці до 18 років та 6,2 % осіб у віці 65 років та старших.
Цивільне працевлаштоване населення становило 3791 осіб. Основні галузі зайнятості: освіта, охорона здоров'я та соціальна допомога — 21,3 %, виробництво — 19,0 %, роздрібна торгівля — 17,4 %.